# Bruno Thiebes
Bruno Thiebes (* 3. Februar 1906 in Oggersheim; † 24. Juni 1993 in Speyer) war ein deutscher römisch-katholischer Prälat.

## Leben
Bruno Thiebes empfing am 29. Juni 1930 im Dom zu Speyer die Priesterweihe und war Kaplan in St. Ingbert. Er engagierte sich als Redakteur in der Zeitschrift Der Scharfeneck. Werkblatt katholischer Jugend. 1933 wurde er zum Domkaplan und 1936 zum Domvikar am Speyerer Dom ernannt. 1953 wurde er zum Domkapitular gewählt und Bischof Isidor Markus Emanuel bestellte ihn zum Direktor der Bischöflichen Finanzkammer. 1974 erfolgte die Ernennung zum Domdekan durch Friedrich Wetter. Er war zudem Diözesandirektor des Päpstlichen Missionswerkes Speyer.
Von 1977 bis 1986 war er Vizepräsident der Gesellschaft für mittelrheinische Kirchengeschichte. 1981 wurde er mit der Plakette der Gesellschaft für mittelrheinische Kirchengeschichte geehrt.
Er engagierte sich für zahlreiche soziale Projekte und die Christen im Heiligen Land. Er war Mitglied des Deutschen Vereins vom Heiligen Lande. 1975 wurde er von Kardinal-Großmeister Maximilien Kardinal de Fürstenberg zum Ritter des Päpstlichen Ritterordens vom Heiligen Grab zu Jerusalem ernannt und am 6. Dezember 1975 im Essener Dom durch Franz Hengsbach, Großprior der deutschen Statthalterei, investiert. Zuletzt war er Komtur (Offizier) des Päpstlichen Laienordens. 

## Ehrungen und Auszeichnungen
- Ernennung zum Päpstl. Hausprälaten
- Ritter vom Heiligen Grab (1975; Rangerhöhung zum Komtur (Offizier))
- Plakette der Gesellschaft für mittelrheinische Kirchengeschichte (1981)
- Aufnahme in das Römische Institut der Görres-Gesellschaft (RIGG)

## Schriften
- Das Speyer-Fragment des Codex argenteus, Bibel des Ulfilas, Speyer 1976,
- O clemens, o pia, o dulcis virgo Maria. Der hl. Bernhard v. Clairvaux im Dom zu Speyer, Pilger-Verlag Speyer 1980, ISBN 3-87637-014-0
- Kleines Dombuch, Pilger-Verlag Speyer 1980, ISBN 3-87637-015-9 (13. Auflage 2012)[3]
- Geliebtes Bistum Speyer , 1986 (2. Auflage), ISBN 9783942133296